# Новозаводской
 Новозаводской  — поселок в Максатихинском районе Тверской области. Входит в состав Малышевского сельского поселения.

## География
Находится в северо-восточной части Тверской области на расстоянии приблизительно 12 км по прямой на запад-северо-запад по прямой от районного центра поселка Максатиха на правом берегу речка Ворожба.

## История
Отмечен был ещё на карте 1940 года как льноперерабатывающее предприятие. Завод давно уже прекратил работу.

## Население
Численность населения: 69 человек (русские 100 %) в 2002 году, 52 в 2010.